# 齐科
齐科，是匈牙利托尔瑙州所辖的一个村。总面积19.86平方公里，总人口865，人口密度43.6人/平方公里（2011年1月1日）。